# 外務大臣 (フランス)
ヨーロッパ・外務大臣（ヨーロッパ・がいむだいじん、フランス語: Ministre de l'Europe et des Affaires étrangères）は、フランスのヨーロッパ・外務省を所管する大臣。
フランスの外交を担当する大臣および省の名称は時代によって異なり、現名称は2017年からのものである。フランスにおける内閣の重要ポストのひとつであり、第五共和政下では首相経験者がしばしば任命されている。

## 概要
フランスにおける外務大臣の起源は、アンシャン・レジーム期の1547年に初めて設置された外務卿（Secrétaire d'État des Affaires étrangères）である。当初は複数の外務卿が任命され、担当地域ごとに外交関係を処理していたが、1589年には国際関係を処理する一人の外務卿に権限を集中させた。
フランス革命後の1789年に、外務卿は外務大臣（Ministre des Affaires étrangères）と改称された。1794年、外務大臣職はその他の閣僚職とともに国民公会によって廃止されたが、1795年、総裁政府によって再び設置された。

## 歴代外務大臣

### アンシャン・レジーム期から第二帝政まで
| 画像 | 氏名 | 就任日         | 辞任日         |
| ---- | --- | -------------- | -------------- |
|      | ルイ・ド・ルヴォル Louis de Revol                                                                                               | 1589年1月1日   | 1594年9月17日  |
|      | ニコラ・ド・ヌヴィル Nicolas de Neufville, seigneur de Villeroy                                                                 | 1594年12月30日 | 1616年8月9日   |
|      | アルマン・ジャン・デュ・プレッシ・ド・リシュリュー Armand Jean du Plessis de Richelieu                                          | 1616年11月30日 | 1617年4月24日  |
|      | プイシュー子爵ピエール・ブリュラール Pierre Brulart, vicomte de Puysieux                                                        | 1617年4月24日  | 1626年3月11日  |
|      | レーモン・フェリポー Raymond Phelypeaux, seigneur d'Herbault                                                                    | 1626年3月11日  | 1629年5月2日   |
|      | クロード・ブティリエ Claude Bouthillier                                                                                         | 1629年5月2日   | 1632年3月18日  |
|      | シャヴィニー伯爵レオン・ブティリエ Léon Bouthillier, comte de Chavigny                                                          | 1632年3月18日  | 1643年6月23日  |
|      | ブリエンヌ伯爵アンリ＝オーギュスト・ド・ロメニー Henri-Auguste de Loménie, comte de Brienne                                     | 1643年6月23日  | 1663年4月3日   |
|      | フレンヌ侯爵ユーグ・ド・リオンヌ Hugues de Lionne, marquis de Fresnes                                                           | 1663年4月3日   | 1671年9月1日   |
|      | シモン・アルノー・ド・ポンポンヌ Simon Arnauld de Pomponne                                                                      | 1671年9月1日   | 1679年11月18日 |
|      | クロワシー侯爵シャルル・コルベール Charles Colbert, marquis de Croissy                                                          | 1680年2月12日  | 1696年7月28日  |
|      | トルシー侯爵ジャン＝バティスト・コルベール Jean-Baptiste Colbert, marquis de Torcy                                              | 1696年7月28日  | 1715年9月22日  |
|      | ユクセル侯爵ニコラ・シャロン・デュ・ブレ Nicolas Chalon du Blé, marquis d'Uxelles                                               | 1715年9月23日  | 1718年9月1日   |
|      | ギヨーム・デュボワ Guillaume Dubois                                                                                             | 1718年9月24日  | 1723年8月10日  |
|      | モルヴィル伯爵シャルル＝ジャン＝バティスト・フルリオ Charles-Jean-Baptiste Fleuriau, comte de Morville                          | 1723年8月16日  | 1727年8月19日  |
|      | グロスボア侯爵ジェルマン＝ルイ・ショヴラン Germain-Louis Chauvelin, marquis de Grosbois                                         | 1727年8月23日  | 1737年2月20日  |
|      | ジャン＝ジャック・アムロ・ド・シャイユ Jean-Jacques Amelot de Chaillou                                                          | 1737年2月22日  | 1744年4月26日  |
|      | ノアイユ公爵アドリアン・モーリス Adrien Maurice, duc de Noailles                                                                | 1744年4月26日  | 1744年11月19日 |
|      | ダルジャンソン侯爵ルネ＝ルイ・ド・ヴォワイエ・ド・ポルミー René-Louis de Voyer de Paulmy, Marquis d'Argenson                    | 1744年11月19日 | 1747年1月10日  |
|      | ピュイジユー子爵ルイ・フィロジェヌ・ブリュラール Louis Philogène Brûlart, vicomte de Puisieulx                                  | 1747年1月27日  | 1751年9月9日   |
|      | サン＝コンテスト侯爵フランソワ＝ドミニク・ド・バルベリー François Dominique de Barberie, marquis de Saint-Contest               | 1751年9月11日  | 1754年7月24日  |
|      | ジュイ伯爵アントワーヌ・ルイ・ルイエ Antoine Louis Rouillé, comte de Jouy                                                       | 1754年7月24日  | 1757年6月28日  |
|      | フランソワ＝ジョアシャン・ド・ピエール・ド・ベルニ François Joachim de Pierre de Bernis                                         | 1757年6月28日  | 1758年10月9日  |
|      | ショワズール公爵エティエンヌ・フランソワ Étienne François, duc de Choiseul                                                      | 1758年12月3日  | 1761年10月13日 |
|      | プラズラン公爵セザール・ガブリエル・ド・ショワズール César Gabriel de Choiseul, duc de Praslin                                  | 1761年10月13日 | 1766年4月10日  |
|      | ショワズール公爵エティエンヌ・フランソワ Étienne François, duc de Choiseul                                                      | 1766年4月10日  | 1770年12月24日 |
|      | ラ・ブリイエール公爵ルイ・フェリポー・ド・サン＝フロランタン Louis Phélypeaux de Saint-Florentin, duc de La Vrillière           | 1770年12月24日 | 1771年6月6日   |
|      | デギュイヨン公爵エマニュエル・アルマン・ド・リシュリュー Emmanuel-Armand de Richelieu, duc d'Aiguillon                          | 1771年6月6日   | 1774年6月2日   |
|      | アンリ・レオナール・ジャン・バティスト・ベルタン Henri Léonard Jean Baptiste Bertin                                             | 1774年6月2日   | 1774年7月21日  |
|      | ヴェルジェンヌ伯爵シャルル・グラヴィエ Charles Gravier, comte de Vergennes                                                      | 1774年7月21日  | 1787年2月13日  |
|      | モンモラン・サン＝テレム伯爵アルマン・マルク Armand Marc, comte de Montmorin Saint-Hérem                                        | 1787年2月14日  | 1789年7月13日  |
|      | ラ・ボーギヨン公爵ポール＝フランソワ・ド・ケレン Paul-François de Quelen, duc de la Vauguyon                                    | 1789年7月13日  | 1789年7月16日  |
|      | モンモラン・サン＝テレム伯爵アルマン・マルク Armand Marc, comte de Montmorin Saint-Hérem                                        | 1789年7月16日  | 1791年11月29日 |
|      | クロード・アントワーヌ・ワルデック・ド・レッサール Claude Antoine Valdec de Lessart                                             | 1791年11月29日 | 1792年3月15日  |
|      | シャルル・フランソワ・デュムリエ Charles François Dumouriez                                                                     | 1792年3月15日  | 1792年6月13日  |
|      | ナイラック男爵ピエール・ポール・ド・メレディウ Pierre Paul de Méredieu, baron de Naillac                                        | 1792年6月13日  | 1792年6月18日  |
|      | シャンボナ侯爵ヴィクトル・シピオン・シャルル・オーギュスト Victor Scipion Charles Auguste, marquis de Chambonas                 | 1792年6月18日  | 1792年7月23日  |
|      | ブゥーシャージュ子爵フランソワ・ジョゼフ・ド・グラーテ François Joseph de Gratet, vicomte du Bouchage                           | 1792年7月23日  | 1792年8月1日   |
|      | クロード・ビゴー・ド・サント＝クロワ Claude Bigot de Sainte-Croix                                                               | 1792年8月1日   | 1792年8月10日  |
|      | ピエール・アンリ・エレーヌ・マリー・ルブラン＝トンデュ Pierre Henri Hélène Marie Lebrun-Tondu                                   | 1792年8月10日  | 1793年6月21日  |
|      | フランソワ・ルイ・ミシェル・シュマン・ドフォルグ François Louis Michel Chemin Deforgues                                         | 1793年6月21日  | 1794年4月2日   |
|      | ジャン・マリー・クロード・アレクサンドル・グジョン Jean Marie Claude Alexandre Goujon                                           | 1794年4月5日   | 1794年4月8日   |
|      | マルシアル・ジョゼフ・アルマン・エルマン Martial Joseph Armand Herman                                                           | 1794年4月8日   | 1794年4月20日  |
|      | （この間廃止） | 1794年4月20日  | 1795年11月3日  |
|      | シャルル＝フランソワ・ドラクロワ Charles-François Delacroix                                                                     | 1795年11月3日  | 1797年7月15日  |
|      | シャルル＝モーリス・ド・タレーラン＝ペリゴール Charles-Maurice de Talleyrand-Périgord                                           | 1797年7月15日  | 1799年7月20日  |
|      | シャルル＝フレデリック・ラナルド（カール・フリードリヒ・ラインハルト） Charles-Frédéric (Karl Friedrich) Reinhard               | 1799年7月20日  | 1799年11月22日 |
|      | ベネヴェント公爵シャルル＝モーリス・ド・タレーラン＝ペリゴール Charles-Maurice de Talleyrand-Périgord, Prince de Benevento      | 1799年11月22日 | 1807年8月9日   |
|      | カドーレ公爵ジャン＝バティスト・ノームペール・ド・シャンパニー Jean-Baptiste Nompère de Champagny, duc de Cadore                | 1807年8月9日   | 1811年4月17日  |
|      | バッサーノ公爵ユーグ＝ベルナール・マレ Hugues Bernard Maret, duc de Bassano                                                     | 1811年4月17日  | 1813年11月20日 |
|      | ヴィサンス公爵アルマン・オーギュスタン・ルイ・ド・コランクール Armand Augustin Louis de Caulaincourt, duc de Vicence            | 1813年11月20日 | 1814年4月1日   |
|      | ラ・フォレスト伯爵アントワーヌ・ルネ・シャルル・マチュラン Antoine René Charles Mathurin, comte de Laforest                     | 1814年4月3日   | 1814年5月13日  |
|      | ベネヴェント公爵シャルル＝モーリス・ド・タレーラン＝ペリゴール Charles-Maurice de Talleyrand-Périgord, Prince de Benevento      | 1814年5月13日  | 1815年3月20日  |
|      | ヴィサンス公爵アルマン・オーギュスタン・ルイ・コーランクール Armand Augustin Louis de Caulaincourt, duc de Vicence              | 1815年3月20日  | 1815年6月22日  |
|      | ビニョン男爵ルイ・ピエール・エドゥアール Louis Pierre Édouard, baron Bignon                                                     | 1815年6月22日  | 1815年7月7日   |
|      | ベネヴェント公爵シャルル＝モーリス・ド・タレーラン＝ペリゴール Charles-Maurice de Talleyrand-Périgord, Prince de Benevento      | 1815年7月7日   | 1815年9月26日  |
|      | リシュリュー公爵アルマン・エマニュエル・ド・ヴィニュロー・デュ・プレシ Armand Emmanuel de Vignerot du Plessis, duc de Richelieu | 1815年9月26日  | 1818年12月29日 |
|      | ドゥソル侯爵ジャン＝ジョセフ・ポール・オーギュスタン Jean-Joseph Paul Augustin, marquis Dessolles                               | 1818年12月29日 | 1819年12月19日 |
|      | パスキエ男爵エティエンヌ・ドニ Étienne Denis, baron Pasquier                                                                    | 1819年12月19日 | 1821年12月14日 |
|      | モンモランシー＝ラヴァル公爵マチュー・ジャン・フェリシテ Mathieu Jean Félicité, duc de Montmorency-Laval                        | 1821年12月14日 | 1822年12月28日 |
|      | シャトーブリアン子爵フランソワ＝ルネ François-René, vicomte de Chateaubriand                                                    | 1822年12月28日 | 1824年8月4日   |
|      | ダマス男爵アンジュ・ヤサント・マクサンス Ange Hyacinthe Maxence de Damas, baron de Damas                                        | 1824年8月4日   | 1828年1月4日   |
|      | ラ・フェロネー伯爵オーギュスト Pierre Louis Auguste Ferron, comte de La Ferronays                                               | 1828年1月4日   | 1829年4月24日  |
|      | モンモランシー＝ラヴァル公爵アンヌ・ピエール・アドリアン Anne Pierre Adrien, duc de Montmorency-Laval                           | 1829年4月24日  | 1829年5月14日  |
|      | ポルタリー伯爵ジョゼフ＝マリー Joseph-Marie, comte Portalis                                                                     | 1829年5月14日  | 1829年8月8日   |
|      | ポリニャック公爵ジュール・オーギュスト・アルマン・マリ Jules Auguste Armand Marie, prince de Polignac                           | 1829年8月8日   | 1830年7月29日  |
|      | モルトゥマール公爵カシミール＝ルイ＝ヴィクテュルニアン Casimir Louis Victurnien de Rochechouart, duc de Mortemart               | 1830年7月29日  | 1830年7月29日  |
|      | ビニョン男爵ルイ・ピエール・エドゥアール Louis Pierre Édouard, baron Bignon                                                     | 1830年7月31日  | 1830年8月1日   |
|      | ジュールダン伯爵ジャン＝バティスト Jean-Baptiste, comte Jourdan                                                                 | 1830年8月1日   | 1830年8月11日  |
|      | モレ伯爵ルイ＝マティウ Louis-Mathieu, comte Molé                                                                                | 1830年8月11日  | 1830年11月2日  |
|      | メゾン侯爵ニコラ・ジョゼフ Nicolas Joseph, marquis Maison                                                                       | 1830年11月2日  | 1830年11月17日 |
|      | ラ・ポルタ伯爵オラース・フランソワ・バスチアン・セバスチアニ Horace François Bastien Sébastiani, comte de la Porta              | 1830年11月17日 | 1832年10月11日 |
|      | ブロイ公爵アシル・レオンス・ヴィクトル・シャルル Achille Léonce Victor Charles, duc de Broglie                                  | 1832年10月11日 | 1834年4月4日   |
|      | リニー伯爵マリー・アンリ・ダニエル・ゴーティエ Marie Henri Daniel Gauthier, comte de Rigny                                      | 1834年4月4日   | 1834年11月10日 |
|      | ブレッソン伯爵シャルル＝ジョゼフ Charles-Joseph, comte Bresson                                                                  | 1834年11月10日 | 1834年11月18日 |
|      | リニー伯爵マリー・アンリ・ダニエル・ゴーティエ Marie Henri Daniel Gauthier, comte de Rigny                                      | 1834年11月18日 | 1835年3月12日  |
|      | ブロイ公爵アシル・レオンス・ヴィクトル・シャルル Achille Léonce Victor Charles, duc de Broglie                                  | 1835年3月12日  | 1836年2月22日  |
|      | アドルフ・ティエール Adolphe Thiers                                                                                             | 1836年2月22日  | 1836年9月6日   |
|      | モレ伯爵ルイ＝マティウ Louis-Mathieu, comte Molé                                                                                | 1836年9月6日   | 1839年3月31日  |
|      | モンテベッロ公爵ルイ・ナポレオン・オーギュスト・ランヌ Louis Napoléon Auguste Lannes, duc de Montebello                         | 1839年3月31日  | 1839年5月12日  |
|      | ダルマティア公爵ニコラ＝ジャン・ド・デュ・スールト Nicolas-Jean de Dieu Soult, duc de Dalmatie                                  | 1839年5月12日  | 1840年3月1日   |
|      | アドルフ・ティエール Adolphe Thiers                                                                                             | 1840年3月1日   | 1840年10月29日 |
|      | フランソワ・ギゾー François Guizot                                                                                              | 1840年10月29日 | 1848年2月23日  |
|      | アルフォンス・ド・ラマルティーヌ Alphonse de Lamartine                                                                          | 1848年2月24日  | 1848年5月11日  |
|      | ジュール・バスティド Jules Bastide                                                                                              | 1848年5月11日  | 1848年6月29日  |
|      | マリ＝アルフォンス・ブドー Marie-Alphonse Bedeau                                                                                | 1848年6月29日  | 1848年7月17日  |
|      | ジュール・バスティド Jules Bastide                                                                                              | 1848年7月17日  | 1848年12月20日 |
|      | エドゥアール・ドルーアン・ド・リュイス Édouard Drouyn de Lhuys                                                                  | 1848年12月20日 | 1849年6月2日   |
|      | アレクシス・ド・トクヴィル Alexis de Tocqueville                                                                                | 1849年6月2日   | 1849年10月31日 |
|      | レーヌヴァル伯爵アルフォンス・ジェラール Alphonse Gérard de Rayneval, comte de Rayneval                                         | 1849年10月31日 | 1849年11月17日 |
|      | ライット子爵ジャン・エルンスト・デュコ Jean Ernest du Cos, vicomte de La Hitte                                                  | 1849年11月17日 | 1851年1月9日   |
|      | エドゥアール・ドルーアン・ド・リュイス Édouard Drouyn de Lhuys                                                                  | 1851年1月9日   | 1851年1月24日  |
|      | ブレニエ・ド・ルノディエール男爵アナトール Anatole, baron Brénier de Renaudière                                                 | 1851年1月24日  | 1851年4月10日  |
|      | ピエール・ジュール・バロシュ Pierre Jules Baroche                                                                               | 1851年4月10日  | 1851年10月26日 |
|      | テュルゴ侯爵ルイ・フェリックス・エティエンヌ Louis Félix Étienne, marquis de Turgot                                             | 1851年10月26日 | 1852年7月28日  |
|      | エドゥアール・ドルーアン・ド・リュイス Édouard Drouyn de Lhuys                                                                  | 1852年7月28日  | 1855年5月7日   |
|      | コロンナ＝ヴァレフスキ伯爵アレクサンドル・フロリアン・ジョゼフ Alexandre Florian Joseph, comte Colonna-Walewski                 | 1855年5月7日   | 1860年1月4日   |
|      | ピエール・ジュール・バロシュ Pierre Jules Baroche                                                                               | 1860年1月4日   | 1860年1月24日  |
|      | エドゥアール・トゥヴネル Édouard Thouvenel                                                                                      | 1860年1月24日  | 1862年10月15日 |
|      | エドゥアール・ドルーアン・ド・リュイス Édouard Drouyn de Lhuys                                                                  | 1862年10月15日 | 1866年9月1日   |
|      | ラ・ヴァレット侯爵シャルル・ジャン・マリー・フェリクス Charles Jean Marie Félix, marquis de La Valette                          | 1866年9月1日   | 1866年10月2日  |
|      | ムスティエ侯爵リオネル・デシール＝マリー＝ルネ＝フランソワ Lionel Désiré-Marie-René-François, marquis de Moustier               | 1866年10月2日  | 1868年12月17日 |
|      | ラ・ヴァレット侯爵シャルル・ジャン・マリー・フェリクス Charles Jean Marie Félix, marquis de La Valette                          | 1868年12月17日 | 1869年7月17日  |
|      | ラ・トゥール・ドーヴェルニュ公爵アンリ Henri, prince de La Tour d'Auvergne                                                      | 1869年7月17日  | 1870年1月2日   |
|      | ダリュ伯爵ナポレオン Napoléon, comte Daru                                                                                       | 1870年1月2日   | 1870年4月14日  |
|      | エミール・オリヴィエ Émile Ollivier                                                                                             | 1870年4月14日  | 1870年5月15日  |
|      | グラモン公爵アジェノール Antoine Alfred Agénor, duc de Gramont                                                                  | 1870年5月15日  | 1870年8月10日  |
|      | サン＝ポーレット侯爵アンリ・ドーヴェルニュ Henri de La Tour d'Auvergne, marquis de Saint-Paulet                                 | 1870年8月10日  | 1870年9月4日   |

### 第三共和政
| 画像                     | 氏名                                                                            | 職名                                        | 内閣                                      | 就任日         | 退任日                     | 元首                       |
| ------------------------ | ------------------------------------------------------------------------------- | ------------------------------------------- | ----------------------------------------- | -------------- | -------------------------- | -------------------------- |
|                          | ジュール・ファーヴル Jules Favre                                                | 政府副主席 外務大臣                         | 国防政府                                  | 1870年9月4日   | 1871年1月12日              | ルイ・ジュール・トロシュ   |
| 外務大臣                 | ジュール・ファーヴル Jules Favre                                                | 第1次デュフォール内閣                       | 1871年2月19日                             | 1871年8月2日   | アドルフ・ティエール       |                            |
| 外務大臣                 |                                                                                 | 第1次デュフォール内閣                       | シャルル・ド・レミュザ Charles de Rémusat | 1871年8月2日   | アドルフ・ティエール       | 1873年5月18日              |
| 外務大臣                 | 第2次デュフォール内閣                                                           | 1873年5月18日                               | シャルル・ド・レミュザ Charles de Rémusat | 1873年5月24日  | アドルフ・ティエール       |                            |
|                          | アルベール・ド・ブロイ Albert de Broglie                                        | 閣僚評議会副議長 外務大臣                   | 第1次ド・ブロイ内閣                       | 1873年5月25日  | 1873年11月24日             | パトリス・ド・マク・マオン |
|                          | ルイ・ドゥカズ Louis Decazes                                                    | 外務大臣                                    | 第2次ド・ブロイ内閣                       | 1873年11月26日 | 1874年5月16日              | パトリス・ド・マク・マオン |
| ド・シセ内閣             | ルイ・ドゥカズ Louis Decazes                                                    | 外務大臣                                    | 1874年5月22日                             | 1875年2月25日  |                            | パトリス・ド・マク・マオン |
| ビュフェ内閣             | ルイ・ドゥカズ Louis Decazes                                                    | 外務大臣                                    | 1875年3月10日                             | 1876年2月23日  |                            | パトリス・ド・マク・マオン |
| 第3次デュフォール内閣    | ルイ・ドゥカズ Louis Decazes                                                    | 外務大臣                                    | 1876年2月23日                             | 1876年3月9日   |                            | パトリス・ド・マク・マオン |
| 第4次デュフォール内閣    | ルイ・ドゥカズ Louis Decazes                                                    | 外務大臣                                    | 1876年3月9日                              | 1876年12月3日  |                            | パトリス・ド・マク・マオン |
| シモン内閣               | ルイ・ドゥカズ Louis Decazes                                                    | 外務大臣                                    | 1876年12月12日                            | 1877年5月16日  |                            | パトリス・ド・マク・マオン |
| 第3次ド・ブロイ内閣      | ルイ・ドゥカズ Louis Decazes                                                    | 外務大臣                                    | 1877年5月17日                             | 1877年11月19日 |                            | パトリス・ド・マク・マオン |
|                          | ガストン・ド・バンヌヴィル Gaston de Banneville                                 | 外務大臣                                    | ド・ロシュブエ内閣                        | 1877年11月23日 | 1877年12月13日             | パトリス・ド・マク・マオン |
|                          | ウィリアム・アンリ・ワディントン William Henry Waddington                       | 外務大臣                                    | 第5次デュフォール内閣                     | 1877年12月13日 | 1879年1月30日              | パトリス・ド・マク・マオン |
| 閣僚評議会議長 外務大臣  | ウィリアム・アンリ・ワディントン William Henry Waddington                       | ワディントン内閣                            | 1879年2月4日                              | 1879年12月26日 | ジュール・グレヴィー       |                            |
| 閣僚評議会議長 外務大臣  |                                                                                 | シャルル・ド・フレシネ Charles de Freycinet | 第1次ド・フレシネ内閣                     | 1879年12月28日 | ジュール・グレヴィー       | 1880年9月19日              |
|                          | ジュール・バルテルミー＝サン＝ティレール Jules Barthélemy-Saint-Hilaire         | 外務大臣                                    | 第1次フェリー内閣                         | 1880年9月23日  | ジュール・グレヴィー       | 1881年11月10日             |
|                          | レオン・ガンベタ Léon Gambetta                                                  | 閣僚評議会議長 外務大臣                     | ガンベタ内閣                              | 1881年11月14日 | ジュール・グレヴィー       | 1882年1月27日              |
|                          | シャルル・ド・フレシネ Charles de Freycinet                                     | 閣僚評議会議長 外務大臣                     | 第2次ド・フレシネ内閣                     | 1882年1月30日  | ジュール・グレヴィー       | 1882年7月29日              |
|                          | シャルル・デュクレール Charles Duclerc                                          | 閣僚評議会議長 外務大臣                     | デュクレール内閣                          | 1882年8月7日   | ジュール・グレヴィー       | 1883年1月28日              |
|                          | アルマン・ファリエール Armand Fallières                                         | 外務大臣（臨時代理）                        | ファリエール内閣                          | 1883年1月29日  | ジュール・グレヴィー       | 1883年2月18日              |
|                          | ポール＝アルマン・シャルメル＝ラクール Paul-Armand Challemel-Lacour             | 外務大臣                                    | 第2次フェリー内閣                         | 1883年2月21日  | ジュール・グレヴィー       | 1883年11月20日             |
|                          | ジュール・フェリー Jules Ferry                                                  | 閣僚評議会議長 外務大臣                     | 第2次フェリー内閣                         | 1883年11月20日 | ジュール・グレヴィー       | 1885年3月30日              |
|                          | シャルル・ド・フレシネ Charles de Freycinet                                     | 外務大臣                                    | 第1次ブリソン内閣                         | 1885年4月6日   | ジュール・グレヴィー       | 1885年12月29日             |
| 閣僚評議会議長 外務大臣  | シャルル・ド・フレシネ Charles de Freycinet                                     | 第3次ド・フレシネ内閣                       | 1886年1月7日                              | 1886年12月3日  | ジュール・グレヴィー       |                            |
|                          | エミール・フルランス Émile Flourens                                             | 外務大臣                                    | ゴブレ内閣                                | 1886年12月13日 | ジュール・グレヴィー       | 1887年5月18日              |
| 第1次ルヴィエ内閣        | エミール・フルランス Émile Flourens                                             | 外務大臣                                    | 1887年5月30日                             | 1887年12月4日  | ジュール・グレヴィー       |                            |
| 第1次ティラール内閣      | エミール・フルランス Émile Flourens                                             | 外務大臣                                    | 1887年12月12日                            | 1888年3月30日  | サディ・カルノ             |                            |
|                          | ルネ・ゴブレ René Goblet                                                        | 外務大臣                                    | フロケ内閣                                | 1888年4月3日   | サディ・カルノ             | 1889年2月14日              |
|                          | ウジェーヌ・スピュレール Eugène Spuller                                         | 外務大臣                                    | 第2次ティラール内閣                       | 1889年2月22日  | サディ・カルノ             | 1890年3月14日              |
|                          | アレクサンドル・リボ Alexandre Ribot                                            | 外務大臣                                    | 第4次ド・フレシネ内閣                     | 1890年3月17日  | サディ・カルノ             | 1892年2月19日              |
| ルーベ内閣               | アレクサンドル・リボ Alexandre Ribot                                            | 外務大臣                                    | 1892年2月27日                             | 1892年11月28日 | サディ・カルノ             |                            |
| 閣僚評議会議長 外務大臣  | アレクサンドル・リボ Alexandre Ribot                                            | 第1次リボ内閣                               | 1892年12月6日                             | 1893年1月10日  | サディ・カルノ             |                            |
|                          | ジュール・ドヴェル Jules Develle                                                | 外務大臣                                    | 第2次リボ内閣                             | 1893年1月11日  | サディ・カルノ             | 1893年3月30日              |
| 第1次デュピュイ内閣      | ジュール・ドヴェル Jules Develle                                                | 外務大臣                                    | 1893年4月4日                              | 1893年11月25日 | サディ・カルノ             |                            |
|                          | ジャン・カジミール＝ペリエ Jean Casimir-Perier                                  | 閣僚評議会議長 外務大臣                     | カジミール＝ペリエ内閣                    | 1893年12月3日  | サディ・カルノ             | 1894年5月23日              |
|                          | ガブリエル・アノトー Gabriel Hanotaux                                           | 外務大臣                                    | 第2次デュピュイ内閣                       | 1894年5月30日  | サディ・カルノ             | 1894年6月27日              |
| 第3次デュピュイ内閣      | ガブリエル・アノトー Gabriel Hanotaux                                           | 外務大臣                                    | 1894年7月1日                              | 1895年1月15日  | ジャン・カジミール＝ペリエ |                            |
| 第3次リボ内閣            | ガブリエル・アノトー Gabriel Hanotaux                                           | 外務大臣                                    | 1895年1月26日                             | 1895年10月28日 | フェリックス・フォール     |                            |
|                          | マルスラン・ベルトロ Marcellin Berthelot                                        | 外務大臣                                    | ブルジョワ内閣                            | 1895年11月1日  | フェリックス・フォール     | 1896年3月28日              |
|                          | レオン・ブルジョワ Léon Bourgeois                                               | 閣僚評議会議長 外務大臣                     | ブルジョワ内閣                            | 1896年3月28日  | フェリックス・フォール     | 1896年4月23日              |
|                          | ガブリエル・アノトー Gabriel Hanotaux                                           | 外務大臣                                    | メリーヌ内閣                              | 1896年4月29日  | フェリックス・フォール     | 1898年6月15日              |
|                          | テオフィル・デルカッセ Théophile Delcassé                                       | 外務大臣                                    | 第2次ブリソン内閣                         | 1898年6月28日  | フェリックス・フォール     | 1898年10月26日             |
| 第4次デュピュイ内閣      | テオフィル・デルカッセ Théophile Delcassé                                       | 外務大臣                                    | 1898年11月1日                             | 1899年2月18日  | フェリックス・フォール     |                            |
| 第5次デュピュイ内閣      | テオフィル・デルカッセ Théophile Delcassé                                       | 外務大臣                                    | 1899年2月18日                             | 1899年6月12日  | エミール・ルーベ           |                            |
| ヴァルデック＝ルソー内閣 | テオフィル・デルカッセ Théophile Delcassé                                       | 外務大臣                                    | 1899年6月22日                             | 1902年6月4日   | エミール・ルーベ           |                            |
| コンブ内閣               | テオフィル・デルカッセ Théophile Delcassé                                       | 外務大臣                                    | 1902年6月7日                              | 1905年1月18日  | エミール・ルーベ           |                            |
| 第2次ルヴィエ内閣        | テオフィル・デルカッセ Théophile Delcassé                                       | 外務大臣                                    | 1905年1月24日                             | 1905年6月6日   | エミール・ルーベ           |                            |
| 第2次ルヴィエ内閣        |                                                                                 | モーリス・ルヴィエ Maurice Rouvier          | 外務大臣（臨時代理）                      | 1905年6月6日   | エミール・ルーベ           | 1905年6月17日              |
| 第2次ルヴィエ内閣        | 閣僚評議会議長 外務大臣                                                         | モーリス・ルヴィエ Maurice Rouvier          | 1905年6月17日                             | 1906年2月18日  | エミール・ルーベ           |                            |
| 第3次ルヴィエ内閣        | 閣僚評議会議長 外務大臣                                                         | モーリス・ルヴィエ Maurice Rouvier          | 1906年2月18日                             | 1906年3月9日   | アルマン・ファリエール     |                            |
|                          | レオン・ブルジョワ Léon Bourgeois                                               | 外務大臣                                    | サリアン内閣                              | 1906年3月14日  | アルマン・ファリエール     | 1906年10月19日             |
|                          | ステファン・ピション Stephen Pichon                                             | 外務大臣                                    | 第1次クレマンソー内閣                     | 1906年10月25日 | アルマン・ファリエール     | 1909年7月20日              |
| 第1次ブリアン内閣        | ステファン・ピション Stephen Pichon                                             | 外務大臣                                    | 1909年7月24日                             | 1910年11月2日  | アルマン・ファリエール     |                            |
| 第2次ブリアン内閣        | ステファン・ピション Stephen Pichon                                             | 外務大臣                                    | 1910年11月3日                             | 1911年2月27日  | アルマン・ファリエール     |                            |
|                          | ジャン・クリュッピ Jean Cruppi                                                  | 外務大臣                                    | モニ内閣                                  | 1911年3月2日   | アルマン・ファリエール     | 1911年6月23日              |
|                          | ジュスタン・ジェルマン・カジミール・ド・セルヴ Justin Germain Casimir de Selves | 外務大臣                                    | カイヨー内閣                              | 1911年6月27日  | アルマン・ファリエール     | 1912年1月11日              |
|                          | レーモン・ポワンカレ Raymond Poincaré                                           | 閣僚評議会議長 外務大臣                     | 第1次ポワンカレ内閣                       | 1912年1月14日  | アルマン・ファリエール     | 1913年1月18日              |
|                          | シャルル・ジョナール Charles Jonnart                                            | 外務大臣                                    | 第3次ブリアン内閣                         | 1913年1月21日  | アルマン・ファリエール     | 1913年2月18日              |
| 第4次ブリアン内閣        | シャルル・ジョナール Charles Jonnart                                            | 外務大臣                                    | 1913年2月18日                             | 1913年3月18日  | レーモン・ポワンカレ       |                            |
|                          | ステファン・ピション Stephen Pichon                                             | 外務大臣                                    | バルトゥー内閣                            | 1913年3月22日  | レーモン・ポワンカレ       | 1913年12月2日              |
|                          | ガストン・ドゥメルグ Gaston Doumergue                                           | 閣僚評議会議長 外務大臣                     | 第1次ドゥメルグ内閣                       | 1913年12月9日  | レーモン・ポワンカレ       | 1914年6月3日               |
|                          | レオン・ブルジョワ Léon Bourgeois                                               | 外務大臣                                    | 第4次リボ内閣                             | 1914年6月9日   | レーモン・ポワンカレ       | 1914年6月13日              |
|                          | ルネ・ヴィヴィアニ René Viviani                                                 | 閣僚評議会議長 外務大臣                     | 第1次ヴィヴィアニ内閣                     | 1914年6月13日  | レーモン・ポワンカレ       | 1914年8月3日               |
|                          | ガストン・ドゥメルグ Gaston Doumergue                                           | 外務大臣                                    | 第1次ヴィヴィアニ内閣                     | 1914年8月3日   | レーモン・ポワンカレ       | 1914年8月26日              |
|                          | テオフィル・デルカッセ Théophile Delcassé                                       | 外務大臣                                    | 第2次ヴィヴィアニ内閣                     | 1914年8月26日  | レーモン・ポワンカレ       | 1915年10月13日             |
|                          | ルネ・ヴィヴィアニ René Viviani                                                 | 閣僚評議会議長 外務大臣                     | 第2次ヴィヴィアニ内閣                     | 1915年10月13日 | レーモン・ポワンカレ       | 1915年10月29日             |
|                          | アリスティード・ブリアン Aristide Briand                                        | 閣僚評議会議長 外務大臣                     | 第5次ブリアン内閣                         | 1915年10月29日 | レーモン・ポワンカレ       | 1916年12月12日             |
| 第6次ブリアン内閣        | アリスティード・ブリアン Aristide Briand                                        | 閣僚評議会議長 外務大臣                     | 1916年12月12日                            | 1917年3月18日  | レーモン・ポワンカレ       |                            |
|                          | アレクサンドル・リボ Alexandre Ribot                                            | 閣僚評議会議長 外務大臣                     | 第5次リボ内閣                             | 1917年3月20日  | レーモン・ポワンカレ       | 1917年9月7日               |
| 外務大臣                 | アレクサンドル・リボ Alexandre Ribot                                            | 第1次パンルヴェ内閣                         | 1917年9月12日                             | 1917年10月23日 | レーモン・ポワンカレ       |                            |
| 外務大臣                 |                                                                                 | 第1次パンルヴェ内閣                         | ルイ・バルトゥー Louis Barthou            | 1917年10月23日 | レーモン・ポワンカレ       | 1917年11月13日             |
| 外務大臣                 |                                                                                 | ステファン・ピション Stephen Pichon         | 第2次クレマンソー内閣                     | 1917年11月16日 | レーモン・ポワンカレ       | 1920年1月18日              |
|                          | アレクサンドル・ミルラン Alexandre Millerand                                    | 閣僚評議会議長 外務大臣                     | 第1次ミルラン内閣                         | 1920年1月20日  | レーモン・ポワンカレ       | 1920年2月18日              |
| 第2次ミルラン内閣        | アレクサンドル・ミルラン Alexandre Millerand                                    | 閣僚評議会議長 外務大臣                     | 1920年2月18日                             | 1920年9月23日  | ポール・デシャネル         |                            |
|                          | ジョルジュ・レーグ Georges Leygues                                              | 閣僚評議会議長 外務大臣                     | レーグ内閣                                | 1920年9月24日  | 1921年1月12日              | アレクサンドル・ミルラン   |
|                          | アリスティード・ブリアン Aristide Briand                                        | 閣僚評議会議長 外務大臣                     | 第7次ブリアン内閣                         | 1921年1月16日  | 1922年1月12日              | アレクサンドル・ミルラン   |
|                          | レーモン・ポワンカレ Raymond Poincaré                                           | 閣僚評議会議長 外務大臣                     | 第2次ポワンカレ内閣                       | 1922年1月15日  | 1924年3月26日              | アレクサンドル・ミルラン   |
| 第3次ポワンカレ内閣      | レーモン・ポワンカレ Raymond Poincaré                                           | 閣僚評議会議長 外務大臣                     | 1924年3月29日                             | 1924年6月1日   |                            | アレクサンドル・ミルラン   |
|                          | エドモン・ルフェーヴル・デュ・プレー Edmond Lefebvre du Prey                    | 外務大臣                                    | フランソワ＝マルサル内閣                  | 1924年6月9日   | 1924年6月10日              | アレクサンドル・ミルラン   |
|                          | エドゥアール・エリオ Édouard Herriot                                            | 閣僚評議会議長 外務大臣                     | 第1次エリオ内閣                           | 1924年6月14日  | 1925年4月10日              | ガストン・ドゥメルグ       |
|                          | アリスティード・ブリアン Aristide Briand                                        | 外務大臣                                    | 第2次パンルヴェ内閣                       | 1925年4月17日  | 1925年10月27日             | ガストン・ドゥメルグ       |
| 第3次パンルヴェ内閣      | アリスティード・ブリアン Aristide Briand                                        | 外務大臣                                    | 1925年10月29日                            | 1925年11月22日 |                            | ガストン・ドゥメルグ       |
| 閣僚評議会議長 外務大臣  | アリスティード・ブリアン Aristide Briand                                        | 第8次ブリアン内閣                           | 1925年11月28日                            | 1926年3月6日   |                            | ガストン・ドゥメルグ       |
| 閣僚評議会議長 外務大臣  | アリスティード・ブリアン Aristide Briand                                        | 第9次ブリアン内閣                           | 1926年3月9日                              | 1926年6月15日  |                            | ガストン・ドゥメルグ       |
| 閣僚評議会議長 外務大臣  | アリスティード・ブリアン Aristide Briand                                        | 第10次ブリアン内閣                          | 1926年6月23日                             | 1926年7月17日  |                            | ガストン・ドゥメルグ       |
| 閣僚評議会議長 外務大臣  |                                                                                 | エドゥアール・エリオ Édouard Herriot        | 第2次エリオ内閣                           | 1926年7月19日  | 1926年7月21日              | ガストン・ドゥメルグ       |
|                          | アリスティード・ブリアン Aristide Briand                                        | 外務大臣                                    | 第4次ポワンカレ内閣                       | 1926年7月23日  | 1928年11月6日              | ガストン・ドゥメルグ       |
| 第5次ポワンカレ内閣      | アリスティード・ブリアン Aristide Briand                                        | 外務大臣                                    | 1928年11月11日                            | 1929年7月27日  |                            | ガストン・ドゥメルグ       |
| 閣僚評議会議長 外務大臣  | アリスティード・ブリアン Aristide Briand                                        | 第11次ブリアン内閣                          | 1929年7月29日                             | 1929年10月22日 |                            | ガストン・ドゥメルグ       |
| 外務大臣                 | アリスティード・ブリアン Aristide Briand                                        | 第1次タルデュー内閣                         | 1929年11月3日                             | 1930年2月17日  |                            | ガストン・ドゥメルグ       |
| 外務大臣                 | アリスティード・ブリアン Aristide Briand                                        | 第1次ショータン内閣                         | 1930年2月21日                             | 1930年2月25日  |                            | ガストン・ドゥメルグ       |
| 外務大臣                 | アリスティード・ブリアン Aristide Briand                                        | 第2次タルデュー内閣                         | 1930年3月2日                              | 1930年12月4日  |                            | ガストン・ドゥメルグ       |
| 外務大臣                 | アリスティード・ブリアン Aristide Briand                                        | ステーグ内閣                                | 1930年12月13日                            | 1931年1月22日  |                            | ガストン・ドゥメルグ       |
| 外務大臣                 | アリスティード・ブリアン Aristide Briand                                        | 第1次ラヴァル内閣                           | 1931年1月27日                             | 1931年6月13日  |                            | ガストン・ドゥメルグ       |
| 外務大臣                 | アリスティード・ブリアン Aristide Briand                                        | 第2次ラヴァル内閣                           | 1931年6月13日                             | 1932年1月12日  | ポール・ドゥメール         |                            |
|                          | ピエール・ラヴァル Pierre Laval                                                 | 閣僚評議会議長 外務大臣                     | 第3次ラヴァル内閣                         | 1932年1月14日  | ポール・ドゥメール         | 1932年2月16日              |
|                          | アンドレ・タルデュー André Tardieu                                              | 閣僚評議会議長 外務大臣                     | 第3次タルデュー内閣                       | 1932年2月20日  | ポール・ドゥメール         | 1932年5月10日              |
|                          | エドゥアール・エリオ Édouard Herriot                                            | 閣僚評議会議長 外務大臣                     | 第3次エリオ内閣                           | 1932年6月3日   | 1932年12月14日             | アルベール・ルブラン       |
|                          | ジョセフ・ポール＝ボンクール Joseph Paul-Boncour                                | 閣僚評議会議長 外務大臣                     | ポール＝ボンクール内閣                    | 1932年12月18日 | 1933年1月28日              | アルベール・ルブラン       |
| 外務大臣                 | ジョセフ・ポール＝ボンクール Joseph Paul-Boncour                                | 第1次ダラディエ内閣                         | 1933年1月31日                             | 1933年10月24日 |                            | アルベール・ルブラン       |
| 外務大臣                 | ジョセフ・ポール＝ボンクール Joseph Paul-Boncour                                | 第1次サロー内閣                             | 1933年10月26日                            | 1933年11月23日 |                            | アルベール・ルブラン       |
| 外務大臣                 | ジョセフ・ポール＝ボンクール Joseph Paul-Boncour                                | 第2次ショータン内閣                         | 1933年11月26日                            | 1934年1月27日  |                            | アルベール・ルブラン       |
|                          | エドゥアール・ダラディエ Édouard Daladier                                       | 閣僚評議会議長 外務大臣                     | 第2次ダラディエ内閣                       | 1934年1月30日  | 1934年2月7日               | アルベール・ルブラン       |
|                          | ルイ・バルトゥー † Louis Barthou                                                | 外務大臣                                    | 第2次ドゥメルグ内閣                       | 1934年2月9日   | 1934年10月9日              | アルベール・ルブラン       |
|                          | ピエール・ラヴァル Pierre Laval                                                 | 外務大臣                                    | 第2次ドゥメルグ内閣                       | 1934年10月13日 | 1934年11月8日              | アルベール・ルブラン       |
| 第1次フランダン内閣      | ピエール・ラヴァル Pierre Laval                                                 | 外務大臣                                    | 1934年11月8日                             | 1935年5月31日  |                            | アルベール・ルブラン       |
| ブイッソン内閣           | ピエール・ラヴァル Pierre Laval                                                 | 外務大臣                                    | 1935年6月1日                              | 1935年6月4日   |                            | アルベール・ルブラン       |
| 閣僚評議会議長 外務大臣  | ピエール・ラヴァル Pierre Laval                                                 | 第4次ラヴァル内閣                           | 1935年6月7日                              | 1936年1月22日  |                            | アルベール・ルブラン       |
|                          | ピエール＝エティエンヌ・フランダン Pierre-Étienne Flandin                       | 外務大臣                                    | 第2次サロー内閣                           | 1936年1月24日  | 1936年6月4日               | アルベール・ルブラン       |
|                          | イヴォン・デルボス Yvon Delbos                                                  | 外務大臣                                    | 第1次ブルム内閣                           | 1936年6月4日   | 1937年6月21日              | アルベール・ルブラン       |
| 第3次ショータン内閣      | イヴォン・デルボス Yvon Delbos                                                  | 外務大臣                                    | 1937年6月22日                             | 1938年1月14日  |                            | アルベール・ルブラン       |
| 第4次ショータン内閣      | イヴォン・デルボス Yvon Delbos                                                  | 外務大臣                                    | 1938年1月18日                             | 1938年3月10日  |                            | アルベール・ルブラン       |
|                          | ジョセフ・ポール＝ボンクール Joseph Paul-Boncour                                | 外務大臣                                    | 第2次ブルム内閣                           | 1938年3月13日  | 1938年4月8日               | アルベール・ルブラン       |
|                          | ジョルジュ・ボネ Georges Bonnet                                                 | 外務大臣                                    | 第3次ダラディエ内閣                       | 1938年4月10日  | 1939年9月13日              | アルベール・ルブラン       |
|                          | エドゥアール・ダラディエ Édouard Daladier                                       | 閣僚評議会議長 国防・陸軍大臣 外務大臣      | 第3次ダラディエ内閣                       | 1939年9月13日  | 1940年3月20日              | アルベール・ルブラン       |
|                          | ポール・レノー Paul Reynaud                                                     | 閣僚評議会議長 外務大臣                     | レノー内閣                                | 1940年3月21日  | 1940年5月18日              | アルベール・ルブラン       |
|                          | エドゥアール・ダラディエ Édouard Daladier                                       | 外務大臣                                    | レノー内閣                                | 1940年5月18日  | 1940年6月5日               | アルベール・ルブラン       |
|                          | ポール・レノー Paul Reynaud                                                     | 閣僚評議会議長 国防・陸軍大臣 外務大臣      | レノー内閣                                | 1940年6月5日   | 1940年6月16日              | アルベール・ルブラン       |
|                          | ポール・ボードゥアン Paul Baudouin                                              | 外務大臣                                    | ペタン内閣                                | 1940年6月16日  | 1940年7月12日              | アルベール・ルブラン       |

### 第二次世界大戦期

#### ヴィシー政権
| 画像                                           | 氏名                                                      | 職名                                  | 内閣                | 就任日         | 退任日         | 元首               |
| ---------------------------------------------- | --------------------------------------------------------- | ------------------------------------- | ------------------- | -------------- | -------------- | ------------------ |
|                                                | ポール・ボードゥアン Paul Baudouin                        | 外務大臣                              | 第5次ラヴァル内閣   | 1940年7月12日  | 1940年10月28日 | フィリップ・ペタン |
|                                                | ピエール・ラヴァル Pierre Laval                           | 閣僚評議会副議長 外務担当副大臣       | 第5次ラヴァル内閣   | 1940年10月28日 | 1940年12月13日 | フィリップ・ペタン |
|                                                | ピエール＝エティエンヌ・フランダン Pierre-Étienne Flandin | 閣僚評議会副議長 外務大臣             | 第2次フランダン内閣 | 1940年12月13日 | 1941年2月9日   | フィリップ・ペタン |
|                                                | フランソワ・ダルラン François Darlan                      | 閣僚評議会副議長 外務・海軍担当副大臣 | ダルラン内閣        | 1941年2月10日  | 1941年2月16日  | フィリップ・ペタン |
| 閣僚評議会副議長 外務・海軍・内務担当副大臣    | フランソワ・ダルラン François Darlan                      | 1941年2月16日                         | ダルラン内閣        | 1941年7月18日  |                | フィリップ・ペタン |
| 閣僚評議会副議長 外務・海軍担当副大臣          | フランソワ・ダルラン François Darlan                      | 1941年7月18日                         | ダルラン内閣        | 1941年8月11日  |                | フィリップ・ペタン |
| 閣僚評議会副議長 国防大臣 外務・海軍担当副大臣 | フランソワ・ダルラン François Darlan                      | 1941年8月11日                         | ダルラン内閣        | 1942年4月18日  |                | フィリップ・ペタン |
|                                                | ピエール・ラヴァル Pierre Laval                           | 政府主席 外務大臣 内務大臣 情報大臣   | 第6次ラヴァル内閣   | 1942年4月18日  | 1944年8月19日  | フィリップ・ペタン |

#### 自由フランス
| 画像                   | 氏名                              | 職名                 | 内閣               | 就任日         | 退任日         | 元首                 |
| ---------------------- | --------------------------------- | -------------------- | ------------------ | -------------- | -------------- | -------------------- |
|                        | モーリス・ドジャン Maurice Dejean | 外務担当委員         | フランス国民委員会 | 1941年9月24日  | 1942年10月17日 | シャルル・ド・ゴール |
|                        | ルネ・プレヴァン René Pleven      | 外務・植民地担当委員 | フランス国民委員会 | 1942年10月17日 | 1943年2月5日   | シャルル・ド・ゴール |
|                        | ルネ・マシグリ René Massigli      | 外務担当委員         | フランス国民委員会 | 1943年2月5日   | 1943年6月3日   | シャルル・ド・ゴール |
| フランス国民解放委員会 | ルネ・マシグリ René Massigli      | 外務担当委員         | 1943年6月3日       | 1944年6月3日   |                | シャルル・ド・ゴール |
| フランス共和国臨時政府 | ルネ・マシグリ René Massigli      | 外務担当委員         | 1944年6月3日       | 1944年9月10日  |                | シャルル・ド・ゴール |

### 第四共和政
|                                     | 氏名                                                         | 職名                               | 内閣                   | 就任日         | 退任日                 | 元首                   |
| ----------------------------------- | ------------------------------------------------------------ | ---------------------------------- | ---------------------- | -------------- | ---------------------- | ---------------------- |
|                                     | ジョルジュ・ビドー Georges Bidault                           | 外務大臣                           | 第1次ド・ゴール内閣    | 1944年9月10日  | 1945年11月21日         | シャルル・ド・ゴール   |
| 第2次ド・ゴール内閣                 | ジョルジュ・ビドー Georges Bidault                           | 外務大臣                           | 1945年11月21日         | 1946年1月26日  |                        | シャルル・ド・ゴール   |
| グーアン内閣                        | ジョルジュ・ビドー Georges Bidault                           | 外務大臣                           | 1946年1月26日          | 1946年6月24日  | フェリックス・グーアン |                        |
| フランス共和国臨時政府主席 外務大臣 | ジョルジュ・ビドー Georges Bidault                           | 第1次ビドー内閣                    | 1946年6月24日          | 1946年12月16日 | ジョルジュ・ビドー     |                        |
| フランス共和国臨時政府主席 外務大臣 |                                                              | レオン・ブルム Léon Blum           | 第3次ブルム内閣        | 1946年12月16日 | 1947年1月22日          | レオン・ブルム         |
|                                     | ジョルジュ・ビドー Georges Bidault                           | 外務大臣                           | 第1次ラマディエ内閣    | 1947年1月22日  | 1947年10月22日         | ヴァンサン・オリオール |
| 第2次ラマディエ内閣                 | ジョルジュ・ビドー Georges Bidault                           | 外務大臣                           | 1947年10月22日         | 1947年11月24日 |                        | ヴァンサン・オリオール |
| 第1次シューマン内閣                 | ジョルジュ・ビドー Georges Bidault                           | 外務大臣                           | 1947年11月24日         | 1948年7月26日  |                        | ヴァンサン・オリオール |
|                                     | ロベール・シューマン Robert Schuman                          | 外務大臣                           | マリー内閣             | 1948年7月26日  | 1948年9月5日           | ヴァンサン・オリオール |
| 閣僚評議会議長 外務大臣             | ロベール・シューマン Robert Schuman                          | 第2次シューマン内閣                | 1948年9月5日           | 1948年9月11日  |                        | ヴァンサン・オリオール |
| 外務大臣                            | ロベール・シューマン Robert Schuman                          | 第1次クイユ内閣                    | 1948年9月11日          | 1949年10月28日 |                        | ヴァンサン・オリオール |
| 外務大臣                            | ロベール・シューマン Robert Schuman                          | 第2次ビドー内閣                    | 1949年10月28日         | 1950年2月7日   |                        | ヴァンサン・オリオール |
| 外務大臣                            | ロベール・シューマン Robert Schuman                          | 第3次ビドー内閣                    | 1950年2月7日           | 1950年7月2日   |                        | ヴァンサン・オリオール |
| 外務大臣                            | ロベール・シューマン Robert Schuman                          | 第2次クイユ内閣                    | 1950年7月2日           | 1950年7月12日  |                        | ヴァンサン・オリオール |
| 外務大臣                            | ロベール・シューマン Robert Schuman                          | 第1次プレヴァン内閣                | 1950年7月12日          | 1951年3月10日  |                        | ヴァンサン・オリオール |
| 外務大臣                            | ロベール・シューマン Robert Schuman                          | 第3次クイユ内閣                    | 1951年3月10日          | 1951年8月11日  |                        | ヴァンサン・オリオール |
| 外務大臣                            | ロベール・シューマン Robert Schuman                          | 第2次プレヴァン内閣                | 1951年8月11日          | 1952年1月20日  |                        | ヴァンサン・オリオール |
| 外務大臣                            | ロベール・シューマン Robert Schuman                          | 第1次フォール内閣                  | 1952年1月20日          | 1952年3月8日   |                        | ヴァンサン・オリオール |
| 外務大臣                            | ロベール・シューマン Robert Schuman                          | ピネー内閣                         | 1952年3月8日           | 1953年1月8日   |                        | ヴァンサン・オリオール |
| 外務大臣                            |                                                              | ジョルジュ・ビドー Georges Bidault | マイエール内閣         | 1953年1月8日   | 1953年6月28日          | ヴァンサン・オリオール |
| 外務大臣                            | 第1次ラニエル内閣                                            | ジョルジュ・ビドー Georges Bidault | 1953年6月28日          | 1954年1月16日  |                        | ヴァンサン・オリオール |
| 外務大臣                            | 第2次ラニエル内閣                                            | ジョルジュ・ビドー Georges Bidault | 1954年1月16日          | 1954年6月19日  | ルネ・コティ           |                        |
|                                     | ピエール・マンデス・フランス Pierre Mendès France            | 閣僚評議会議長 外務大臣            | マンデス・フランス内閣 | 1954年6月19日  | ルネ・コティ           | 1955年1月20日          |
|                                     | エドガール・フォール Edgar Faure                             | 外務大臣                           | マンデス・フランス内閣 | 1955年1月20日  | ルネ・コティ           | 1955年2月23日          |
|                                     | アントワーヌ・ピネー Antoine Pinay                           | 外務大臣                           | 第2次フォール内閣      | 1955年2月23日  | ルネ・コティ           | 1956年2月1日           |
|                                     | クリスチャン・ピノー Christian Pineau                        | 外務大臣                           | モレ内閣               | 1956年2月1日   | ルネ・コティ           | 1957年6月13日          |
| ブルジェス＝モヌリー内閣            | クリスチャン・ピノー Christian Pineau                        | 外務大臣                           | 1957年6月13日          | 1957年11月6日  | ルネ・コティ           |                        |
| ガイヤール内閣                      | クリスチャン・ピノー Christian Pineau                        | 外務大臣                           | 1957年11月6日          | 1958年5月14日  | ルネ・コティ           |                        |
|                                     | ルネ・プレヴァン René Pleven                                 | 外務大臣                           | フリムラン内閣         | 1958年5月14日  | ルネ・コティ           | 1958年6月1日           |
|                                     | モーリス・クーヴ・ド・ミュルヴィル Maurice Couve de Murville | 外務大臣                           | 第3次ド・ゴール内閣    | 1958年6月1日   | ルネ・コティ           | 1959年1月8日           |

### 第五共和政
| 代 |                              | 氏名                                                         | 職名                                               | 内閣                                            | 就任日         | 退任日        | 元首                             |
| -- | ---------------------------- | ------------------------------------------------------------ | -------------------------------------------------- | ----------------------------------------------- | -------------- | ------------- | -------------------------------- |
| 1  |                              | モーリス・クーヴ・ド・ミュルヴィル Maurice Couve de Murville | 外務大臣                                           | ドブレ内閣                                      | 1959年1月8日   | 1962年4月14日 | シャルル・ド・ゴール             |
| 1  | 第1次ポンピドゥー内閣        | モーリス・クーヴ・ド・ミュルヴィル Maurice Couve de Murville | 外務大臣                                           | 1962年4月15日                                   | 1962年11月28日 |               | シャルル・ド・ゴール             |
| 1  | 第2次ポンピドゥー内閣        | モーリス・クーヴ・ド・ミュルヴィル Maurice Couve de Murville | 外務大臣                                           | 1962年12月6日                                   | 1966年1月8日   |               | シャルル・ド・ゴール             |
| 1  | 第3次ポンピドゥー内閣        | モーリス・クーヴ・ド・ミュルヴィル Maurice Couve de Murville | 外務大臣                                           | 1966年1月8日                                    | 1967年4月1日   |               | シャルル・ド・ゴール             |
| 1  | 第4次ポンピドゥー内閣        | モーリス・クーヴ・ド・ミュルヴィル Maurice Couve de Murville | 外務大臣                                           | 1967年4月7日                                    | 1968年5月31日  |               | シャルル・ド・ゴール             |
| 2  | 第4次ポンピドゥー内閣        |                                                              | 外務大臣                                           | ミシェル・ドブレ Michel Debré                   | 1968年5月31日  | 1968年7月10日 | シャルル・ド・ゴール             |
| 2  | クーヴ・ド・ミュルヴィル内閣 | 1968年7月12日                                                | 外務大臣                                           | ミシェル・ドブレ Michel Debré                   | 1969年6月20日  |               | シャルル・ド・ゴール             |
| 3  |                              | モーリス・シューマン Maurice Schumann                        | 外務大臣                                           | シャバン＝デルマス内閣                          | 1969年6月22日  | 1972年7月5日  | ジョルジュ・ポンピドゥー         |
| 3  | 第1次メスメル内閣            | モーリス・シューマン Maurice Schumann                        | 外務大臣                                           | 1972年7月6日                                    | 1973年3月15日  |               | ジョルジュ・ポンピドゥー         |
| 4  | 第1次メスメル内閣            |                                                              | アンドレ・ベタンクール André Bettencourt           | 外務大臣（代理）                                | 1973年3月15日  | 1973年3月28日 | ジョルジュ・ポンピドゥー         |
| 5  |                              | ミシェル・ジョベール Michel Jobert                           | 外務大臣                                           | 第2次メスメル内閣                               | 1973年4月5日   | 1974年2月27日 | ジョルジュ・ポンピドゥー         |
| 5  | 第3次メスメル内閣            | ミシェル・ジョベール Michel Jobert                           | 外務大臣                                           | 1974年3月1日                                    | 1974年5月27日  |               | ジョルジュ・ポンピドゥー         |
| 6  |                              | ジャン・ソヴァニャルグ Jean Sauvagnargues                    | 外務大臣                                           | 第1次シラク内閣                                 | 1974年5月28日  | 1976年8月25日 | ヴァレリー・ジスカール・デスタン |
| 7  |                              | ルイ・ド・ギランゴー Louis de Guiringaud                     | 外務大臣                                           | 第1次バール内閣                                 | 1976年8月27日  | 1977年3月29日 | ヴァレリー・ジスカール・デスタン |
| 7  | 第2次バール内閣              | ルイ・ド・ギランゴー Louis de Guiringaud                     | 外務大臣                                           | 1977年3月30日                                   | 1978年3月31日  |               | ヴァレリー・ジスカール・デスタン |
| 7  | 第3次バール内閣              | ルイ・ド・ギランゴー Louis de Guiringaud                     | 外務大臣                                           | 1978年4月5日                                    | 1978年11月29日 |               | ヴァレリー・ジスカール・デスタン |
| 8  | 第3次バール内閣              |                                                              | 外務大臣                                           | ジャン・フランソワ＝ポンセ Jean François-Poncet | 1978年11月29日 | 1981年5月13日 | ヴァレリー・ジスカール・デスタン |
| 9  |                              | クロード・シェソン Claude Cheysson                           | 対外関係大臣                                       | 第1次モーロワ内閣                               | 1981年5月22日  | 1981年6月22日 | フランソワ・ミッテラン           |
| 9  | 第2次モーロワ内閣            | クロード・シェソン Claude Cheysson                           | 対外関係大臣                                       | 1981年6月23日                                   | 1983年3月22日  |               | フランソワ・ミッテラン           |
| 9  | 第3次モーロワ内閣            | クロード・シェソン Claude Cheysson                           | 対外関係大臣                                       | 1983年3月22日                                   | 1984年7月17日  |               | フランソワ・ミッテラン           |
| 9  | ファビウス内閣               | クロード・シェソン Claude Cheysson                           | 対外関係大臣                                       | 1984年7月19日                                   | 1984年12月7日  |               | フランソワ・ミッテラン           |
| 10 | ファビウス内閣               |                                                              | 対外関係大臣                                       | ローラン・デュマ Roland Dumas                   | 1984年12月7日  | 1986年3月20日 | フランソワ・ミッテラン           |
| 11 |                              | ジャン＝ベルナール・レーモン Jean-Bernard Raimond            | 外務大臣                                           | 第2次シラク内閣                                 | 1986年3月20日  | 1988年5月10日 | フランソワ・ミッテラン           |
| 12 |                              | ローラン・デュマ Roland Dumas                                | 国務大臣 外務大臣                                  | 第1次ロカール内閣                               | 1988年5月12日  | 1988年6月22日 | フランソワ・ミッテラン           |
| 12 | 第2次ロカール内閣            | ローラン・デュマ Roland Dumas                                | 国務大臣 外務大臣                                  | 1988年6月28日                                   | 1991年5月15日  |               | フランソワ・ミッテラン           |
| 12 | クレッソン内閣               | ローラン・デュマ Roland Dumas                                | 国務大臣 外務大臣                                  | 1991年5月16日                                   | 1992年4月2日   |               | フランソワ・ミッテラン           |
| 12 | ベレゴヴォワ内閣             | ローラン・デュマ Roland Dumas                                | 国務大臣 外務大臣                                  | 1992年4月2日                                    | 1993年3月29日  |               | フランソワ・ミッテラン           |
| 13 |                              | アラン・ジュペ Alain Juppé                                   | 外務大臣                                           | バラデュール内閣                                | 1993年3月30日  | 1995年5月11日 | フランソワ・ミッテラン           |
| 14 |                              | エルヴェ・ド・シャレット Hervé de Charette                   | 外務大臣                                           | 第1次ジュペ内閣                                 | 1995年5月18日  | 1995年11月7日 | ジャック・シラク                 |
| 14 | 第2次ジュペ内閣              | エルヴェ・ド・シャレット Hervé de Charette                   | 外務大臣                                           | 1995年11月7日                                   | 1997年6月2日   |               | ジャック・シラク                 |
| 15 |                              | ユベール・ヴェドリーヌ Hubert Védrine                        | 外務大臣                                           | ジョスパン内閣                                  | 1997年6月4日   | 2002年5月6日  | ジャック・シラク                 |
| 16 |                              | ドミニク・ド・ヴィルパン Dominique de Villepin               | 外務・協力・フランコフォニー大臣                   | 第1次ラファラン内閣                             | 2002年5月7日   | 2002年6月17日 | ジャック・シラク                 |
| 16 | 外務大臣                     | ドミニク・ド・ヴィルパン Dominique de Villepin               | 第2次ラファラン内閣                                | 2002年6月17日                                   | 2004年3月30日  |               | ジャック・シラク                 |
| 17 | 外務大臣                     |                                                              | ミシェル・バルニエ Michel Barnier                  | 第3次ラファラン内閣                             | 2004年3月31日  | 2005年5月31日 | ジャック・シラク                 |
| 18 | 外務大臣                     |                                                              | フィリップ・ドゥスト＝ブラジ Philippe Douste-Blazy | ド・ヴィルパン内閣                              | 2005年6月2日   | 2007年5月15日 | ジャック・シラク                 |
| 19 |                              | ベルナール・クシュネル Bernard Kouchner                      | 外務・ヨーロッパ問題大臣                           | 第1次フィヨン内閣                               | 2007年5月18日  | 2007年6月18日 | ニコラ・サルコジ                 |
| 19 | 第2次フィヨン内閣            | ベルナール・クシュネル Bernard Kouchner                      | 外務・ヨーロッパ問題大臣                           | 2007年6月19日                                   | 2010年11月13日 |               | ニコラ・サルコジ                 |
| 20 |                              | ミシェル・アリヨ＝マリー Michèle Alliot-Marie                | 国務大臣 外務・ヨーロッパ問題大臣                  | 第3次フィヨン内閣                               | 2010年11月14日 | 2011年2月27日 | ニコラ・サルコジ                 |
| 21 |                              | アラン・ジュペ Alain Juppé                                   | 国務大臣 外務・ヨーロッパ問題大臣                  | 第3次フィヨン内閣                               | 2011年2月27日  | 2012年5月10日 | ニコラ・サルコジ                 |
| 22 |                              | ローラン・ファビウス Laurent Fabius                          | 外務大臣                                           | 第1次エロー内閣                                 | 2012年5月16日  | 2012年6月18日 | フランソワ・オランド             |
| 22 | 第2次エロー内閣              | ローラン・ファビウス Laurent Fabius                          | 外務大臣                                           | 2012年6月21日                                   | 2014年3月31日  |               | フランソワ・オランド             |
| 22 | 外務・国際開発大臣           | ローラン・ファビウス Laurent Fabius                          | 第1次ヴァルス内閣                                  | 2014年4月2日                                    | 2014年8月26日  |               | フランソワ・オランド             |
| 22 | 外務・国際開発大臣           | ローラン・ファビウス Laurent Fabius                          | 第2次ヴァルス内閣                                  | 2014年8月26日                                   | 2016年2月11日  |               | フランソワ・オランド             |
| 23 | 外務・国際開発大臣           |                                                              | 第2次ヴァルス内閣                                  | ジャン＝マルク・エロー Jean-Marc Ayrault        | 2016年2月11日  | 2016年12月6日 | フランソワ・オランド             |
| 23 | 外務・国際開発大臣           | カズヌーヴ内閣                                               | 2016年12月6日                                      | ジャン＝マルク・エロー Jean-Marc Ayrault        | 2017年5月10日  |               | フランソワ・オランド             |
| 24 |                              | ジャン＝イヴ・ル・ドリアン Jean-Yves Le Drian                | ヨーロッパ・外務大臣                               | 第1次フィリップ内閣                             | 2017年5月17日  | 2017年6月19日 | エマニュエル・マクロン           |
| 24 | 第2次フィリップ内閣          | ジャン＝イヴ・ル・ドリアン Jean-Yves Le Drian                | ヨーロッパ・外務大臣                               | 2017年6月21日                                   | 2020年7月6日   |               | エマニュエル・マクロン           |
| 24 | カステックス内閣             | ジャン＝イヴ・ル・ドリアン Jean-Yves Le Drian                | ヨーロッパ・外務大臣                               | 2020年7月6日                                    | 2022年5月21日  |               | エマニュエル・マクロン           |
| 25 |                              | カトリーヌ・コロナ Catherine Colonna                         | ヨーロッパ・外務大臣                               | ボルヌ内閣                                      | 2022年5月21日  | 2024年1月12日 | エマニュエル・マクロン           |
| 26 |                              | ステファヌ・セジュルネ Stéphane Séjourné                     | ヨーロッパ・外務大臣                               | アタル内閣                                      | 2024年1月12日  | 2024年9月21日 | エマニュエル・マクロン           |
| 27 |                              | ジャン＝ノエル・バロ Jean-Noël Barrot                        | ヨーロッパ・外務大臣                               | バルニエ内閣 バイル内閣                         | 2024年9月21日  | 現職          | エマニュエル・マクロン           |